# It's a Hard Life
It's a Hard Life är en låt av den brittiska rockgruppen Queen skriven av sångaren och pianisten Freddie Mercury. Låten återfinns på bandets elfte studioalbum The Works och gavs ut som singel 16 juli 1984. I Storbritannien nådde låten plats sex på singellistan, medan den i USA nådde plats 72.

## Video
Tim Popes video som medföljer låten är full av visuella skämt.

## Medverkande
- Freddie Mercury - piano, sång
- John Deacon - elbas
- Brian May - gitarr, kör
- Roger Taylor - trummor, kör